# USS President (1800)

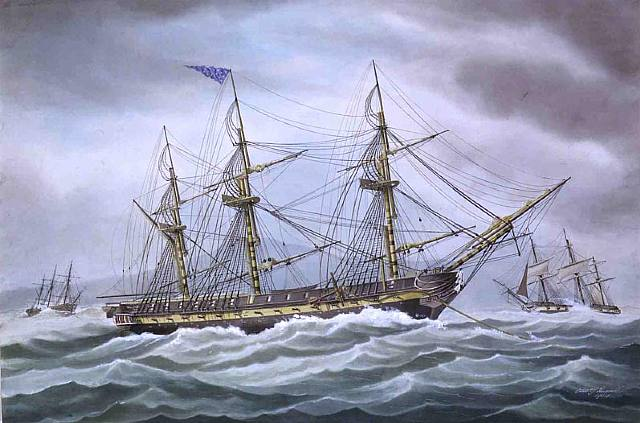
USS President (1800)

De eerste USS President van de United States Navy was een 44 kanonnen tellend fregat, gebouwd en ontworpen door Christian Bergh uit East River (New York). Het werd te water gelaten op 10 april 1800 en zeilde vanuit New York voor haar maidentrip op 5 augustus 1800 met als bevelhebber Commodore Thomas Truxtun. De USS President was een van de zes fregatten waarvan de bouw werd goedgekeurd bij de marinewet van 1794.

## Geschiedenis
De USS President werd het vlaggenschip van commodore Richard Dale in de Middellandse Zee in 1801 en 1802. Hij voer in de Mediterrane wateren in 1804 en 1805 en nam deel aan gevechtsacties tegen Tripoli in de Eerste Barbarijse Oorlog.
Hij voer daarna nabij de oostelijke kust van de Verenigde Staten van 1809 tot 1812 ter bewaking van de Amerikaanse kust tegen mogelijke Britse aanvallen vanuit zee. Die kwamen, want op 12 mei 1811 zeilde hij uit voor een ontmoeting en de daaropvolgende zeeslag, tegen het Britse fregat HMS Little Belt, die 22 kanonnen had. Dit zeegevecht leidde tevens tot een van de incidenten, die de aanleiding gaven tot de oorlog van 1812.
De USS President zeilde van New York op 21 juni 1812, samen met de USS United States, USS Congress, USS Hornet en de USS Argus, voor een zoektocht in de Noordelijke Atlantische Oceaan.
Twee dagen later vocht de USS President fel tegen het Engelse fregat HMS Belvidera en na een zeegevecht van 8 uur ontsnapte de Belividera. Beide zeilschepen liepen zware averij op.
Na een aanloop in de haven van Boston, voor de nodige herstellingen, vertrok de USS President tegen 3 oktober 1812 naar de Noord-Atlantische Oceaan en keerde na die missie naar Boston terug op 31 december 1812.

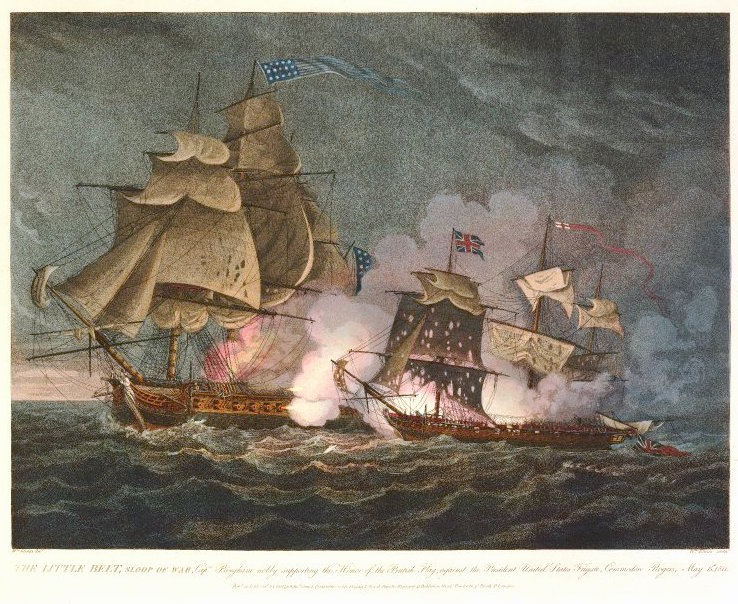
USS President (1800) vuurt op The Little Belt op 16 mei 1811, gravure door Edward Orme in London, 1811

Daarna zeilde het Amerikaanse fregat vanuit Boston op 30 april 1813 voor een tocht nabij de Europese Westkust. Op 23 september kaapte het de Britse schoener HMS Highflyer, die maar bewapend was met vijf kanonnen, nabij New York. Het kwam daarna in Newport, Rhode Island aan op 27 september 1813.
Daarna voer het van Providence, Rhode Island op 4 september voor een zeiltocht naar West-Indië en keerde daarna terug naar New York omstreeks 15 februari 1814. Daar werd het bijna een jaar opgehouden door een Britse eskaderblokkade, bestaande uit de fregatten HMS Endymion, HMS Majestic, HMS Pomone en HMS Tenedos.
De USS President brak uiteindelijk uit op 14 januari 1815, onder bevel van kapitein Stephen Decatur om de blokkade te breken. De volgende dag kwam het Amerikaanse fregat in een vuurgevecht met het Engelse fregat HMS Endymion. Na een hevig zeegevecht dat drie uur duurde, werd de USS President uiteindelijk overwonnen, toen de HMS Pomone en de HMS Tenedos mede op het strijdtoneel verschenen en samen het gehavende Amerikaanse zeilschip overmeesterden.

### Van USS naar HMS
De gekaapte USS President werd naar Engeland gebracht en ingedeeld bij de Royal Navy als HMS President, nadat de al bestaande HMS President werd hernoemd tot HMS Piedmontaise in 1815.
Het schip zou geheel hersteld worden, volgens een opdracht uit maart 1818, maar het bleek inmiddels te aftands te zijn voor reparatie. Er werd een nieuw schip op stapel gezet (op 25 mei 1818).
De voormalige USS/HMS President en later de HMS Piedmontaise werd geschrapt uit het Royal Navyregister. Het oude Amerikaanse zeilschip werd afgebroken te Portsmouth, Engeland, in juni 1818. Vermoedelijk werden de nog goed bevonden scheepsonderdelen en kanonnen van de President/Piedmontaise gebruikt voor hun nieuwe Britse schepen.

## USS President(1800)
- Type: Fregat (zeilschip) - United States Navy
- Besteld: 27 maart 1794
- Te water gelaten: 10 april 1800
- Gekaapt: Door de Britten op 15 januari 1815
- Herdoopt: HMS Piedmontaise in 1815
- Status: Afgebroken in 1818 in Portsmouth, Engeland

### Algemene kenmerken
- Waterverplaatsing: 1576 ton
- Lengte: 175 voet - 53,30 m
- Breedte: 44,30 voet - 13,50 m
- Diepgang: 13,90 voet - 4,20 m
- Voortstuwing: Gezeild (drie masten en boegspriet)
- Bemanning: ong. 340 officieren en matrozen

### Bewapening
- 22 x 42-pounders, dus kanonskogels van 19 kg, telkens 11 kanonnen aan bakboord en stuurboord
- 32 x 24-pounders, dus kanonskogels van 10,9 kg, telkens 16 kanonnen aan bakboord en stuurboord
- 1 x 18-pounder, dus kanonskogels van 8 kg met lange loop